# 半方酸
半方酸是一种有机化合物，化学式为C4H2O3，它在自然界以钠盐或钾盐的形式存在于鐮孢菌屬一些生物的次级代谢产物中。
它是在自然界中存在的最强的有机酸（pKa=0.88），水貂对其毒性最为敏感。